# Windows 3.1
Windows 3.1 – jedna z ważniejszych wersji systemów operacyjnych Microsoft Windows. Stała się gotową do wydania (RTM, ang. Release To Manufacture) 6 kwietnia 1992 roku jako następca Windows 3.0. Tak jak poprzednicy, seria Windows 3.1 funkcjonowała jako powłoka działająca na MS-DOS; była ostatnim 16-bitowym środowiskiem operacyjnym – kolejne wersje Windows opierały się na architekturze 32-bitowej.
Windows 3.1 wprowadził rodzaj czcionek TrueType jako konkurencję dla Adobe Type Manager. Jego obsługa multimediów także została rozbudowana, pojawiły się wygaszacze ekranu obok nowego oprogramowania typu Windows Media Player czy Rejestrator dźwięku. Menedżer plików oraz Panel sterowania doczekały się udoskonaleń. W systemie po raz pierwszy pojawił się Rejestr oraz dodatki; mógł wykorzystywać więcej pamięci niż jego poprzednicy.
W latach 1992 i 1993 Microsoft wydał specjalne wersje Windows 3.1; w wydaniach dla Europy i Japonii posiadały obsługę większej liczby języków, zaś Tandy Video Information System otrzymał wersję specjalną, zwaną Modular Windows. W listopadzie 1993 r. wydano Windows 3.11 jako drobną aktualizację, z kolei Windows 3.2 opublikowano jako wersję Windows 3.1 na język chiński. Microsoft wydał także Windows for Workgroups, pierwszą wersję Windows oferującą zintegrowaną obsługę sieci. Skierowana głównie pod klientów biznesowych, otrzymała ulepszenia sieciowe, pozwalała użytkownikom udostępniać pliki, korzystać z serwerów wydruku i konwersować on-line oraz wprowadziła mechanizmy peer-to-peer.
Seria jest uważana za rozwinięcie jej poprzedników. Zachwalano odświeżenie interfejsu użytkownika oraz design techniczny. Choć w ciągu pierwszych trzech miesięcy sprzedano ponad trzy miliony kopii Windows 3.1, jego odpowiednik Windows for Workgroups okazał się „biznesowym rozczarowaniem” z powodu niskiej sprzedaży. Następcą stał się Windows 95, a 31 grudnia 2001 roku Microsoft zakończył wsparcie techniczne dla serii Windows 3.1 z wyjątkiem wersji dla urządzeń wbudowanych, która została wycofana w 2008 roku.
Windows 3.1 jest pierwszą wersją systemu Windows wydaną w języku polskim. Polska wersja językowa weszła do sprzedaży w marcu 1993 roku.

## Historia rozwoju

Wczesna wersja logo Windows 3.1, używana w 1991 roku

Windows 3.0, poprzednik 3.1, został wydany w 1990 roku i jest uznawany za pierwszą wersję Windows, która spotkała się z uznaniem krytyków. Do chwili premiery Windows 3.1 6 kwietnia 1992 roku sprzedano około 10 milionów egzemplarzy Windows 3.0. 1 marca 1992 roku Microsoft po raz pierwszy rozpoczął kampanię reklamową w telewizji. Reklamy, opracowane przez Ogilvy & Mather, miały na celu zapoznanie szerszej publiczności z systemem Windows.
Tak jak jego poprzednicy, środowisko operacyjne działa na systemie MS-DOS, choć nie zawiera programu MS-DOS Executive. Po wydaniu Windows 1.0 Microsoft pracował nad uzyskaniem wsparcia od firm w celu rozszerzenia swojego środowiska operacyjnego na różne typy komputerów osobistych. Tandy Corporation było gotowe dostarczać modele Tandy Sensation ze środowiskiem operacyjnym Windows 3.1. Komputery IBM również były rozprowadzane z Windows 3.1.

## Wersje i funkcje

### Windows 3.1
W Windows 3.1 wprowadzono dalsze udoskonalenia. System czcionek TrueType dostarczał skalowalnych fontów aplikacjom Windows bez potrzeby korzystania z technologii firm trzecich, takich jak Adobe Type Manager (ATM). Windows 3.1 wprowadził kroje czcionek Arial, Courier New i Times New Roman w wersjach: zwykłej (ang. regular), pogrubionej (ang. bold), kursywie (ang. italic) oraz pogrubionej kursywie (bold-italic), które mogły być skalowane do dowolnego rozmiaru oraz obracane, zależnie od danej aplikacji.
W celu ulepszenia interakcji użytkownika, Microsoft zainicjował dźwięki ostrzeżeń i zdarzeń oraz wprowadził skróty poleceń dla kopiowania, wycinania i wklejania danych. Windows 3.1 wyróżnia się również udoskonaleniem multimediów; do środowiska operacyjnego wprowadzono wygaszacze ekranu, odtwarzacz multimedialny oraz Rejestratora dźwięku. Komponenty te były już dostępne w Windows 3.0 with Multimedia Extensions jednak wyłącznie dla użytkowników nowo kupionych komputerów. Odtwarzacz multimedialny potrafił odtwarzaczać muzykę MIDI oraz pliki wideo AVI, z kolei Rejestrator dźwięku umożliwiał odtwarzanie, nagrywanie i edytowanie plików dźwiękowych w formacie WAV. W Windows 3.1, obok Solitaire (Pasjansa) pojawił się Saper jako zamiennik wobec gry Reversi. Wcześniej aplikacje dla MS-DOS nie mogły być sterowane za pomocą myszy; stało się to możliwe wraz z Windows 3.1. Dodano Object Linking and Embedding (OLE) celem umożliwienia osadzania, za pomocą metody przeciągnij i upuść (ang. drag-and-drop), obrazów i sformatowanego tekstu między programami Windows. W tej wersji dodano także wsparcie dla kolorów w SVGA.
Menedżer plików również otrzymał poprawki; wprowadzono tryb podzielonego widoku, dzięki czemu użytkownicy nie musieli otwierać oddzielnych okien do przeglądania plików, natomiast dane mogły być przeciągane i upuszczane w innych miejscach w systemie. Dodano opcję szybkiego formatowania dyskietek i kopiowania zapisanych na nich plików bez konieczności wyłączania Windows. Menedżer plików jest aplikacją typu Multi Document Interface (MDI) używaną do przenoszenia, usuwania i zarządzania plikami w systemie. Microsoft stworzył także Microsoft Bob, narzędzie które działałoby jako asystent wyszukiwania w Windows 3.1 jednak wydane dopiero dla Windows 95 w 1995 roku. Pojawienie się Rejestru, scentralizowanej bazy danych przechowującej informacje o konfiguracji i ustawień dla różnych komponentów systemowych i aplikacji również nastąpiło w tej wersji Windows. Zmiany nastąpiły również w Panelu sterowania; jego aplety zostały zakodowane na stałe, z kolei nowe mogły zostać dodane poprzez umieszczenie plików .cpl. Podobnie aplikacja Kalendarz używa plików o rozszerzeniu .cal. Zadania zarządzaniem drukarką przeniesiono do Panelu sterowania i Menedżera wydruku. Ulepszono wiele sterowników drukarek w Windows 3.1, czyniąc Menedżera wydruku bardziej wydajnym. Windows 3.1 posiada także narzędzia diagnostyczne i do rozwiązywania problemów, takie jak Dr. Watson który zapisuje informacje o błędach aplikacji czy Microsoft Diagnostics.
Windows 3.1 zawiera także dodatki; w listopadzie 1992 roku, w odpowiedzi na technologię QuickTime autorstwa Apple pojawiło się Video for Windows. Za cenę ówczesnych dwustu dolarów oprogramowanie oferowało funkcje edytowania i kodowania. Zostało ono później wbudowane w Windows 95. Microsoft opublikował również Windows for Pen Computing, interfejs powiązany z akcesoriami typu rysik, powstały w odpowiedzi na PenPoint OS autorstwa GO Corporation. Środowisko operacyjne otrzymało również ograniczoną kompatybilność z ówcześnie nowym 32-bitowym Windows API za pomocą technologii Win32s. Microsoft dostarczył także WinG, interfejs programistyczny, celem nakłonienia twórców oprogramowania do przejścia z DOS do Windows. Oferował także niezależny od urządzenia interfejs do sprzętu graficznego i drukarek, dając programom możliwość odczytu oraz zapisu do WinGDC.
W przeciwieństwie do wszystkich poprzednich wersji, Windows 3.1 nie mógł pracować w trybie rzeczywistym przez co potrzebował procesora 80286 lub nowszego. W związku z tym zwiększono ilość dostępnej pamięci. Podczas gdy Windows 3.0 został ograniczony do maksymalnie 16 MB pamięci, Windows 3.1 w trybie rozszerzonym 386 mógł teoretycznie uzyskać dostęp do 4 GB, praktycznie do 256 MB. Tak jak jego poprzednicy, działa jako system 16-bitowy; Windows 3.1 jest również ostatnim z systemów Windows pracujących w trybie 16-bitowym. Jest także pierwszym wydawanym na nośniku CD-ROM. Uproszczono interfejs instalatora; wprowadzono tryb ekspresowy do automatycznego zainstalowania i skonfigurowania Windows. Windows 3.1 posiada też aplet przewodnika dla użytkowników pragnących poznać interfejs użytkownika systemu. System obsługiwał również standard Advanced Power Management (zaawansowanego zarządzania energią).

### Windows 3.1 for Central and Eastern Europe

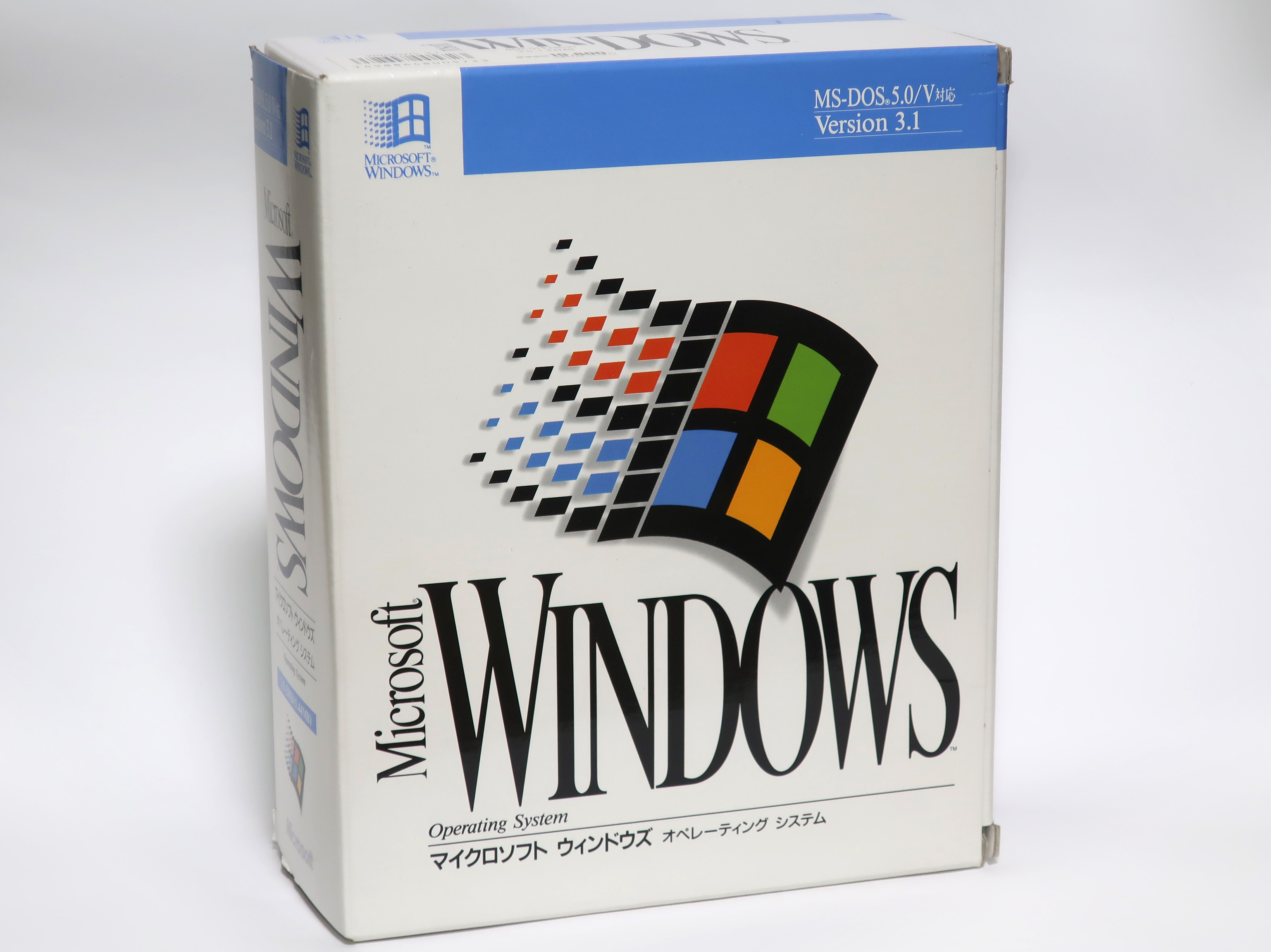
Opakowanie detaliczne japońskiej wersji językowej systemu Windows 3.1

Specjalna wersja systemu, nazywana „Windows 3.1 for Central and Eastern Europe”, wprowadziła do Windows 3.1 jedenaście języków. Oferowała także obsługę cyrylicy. Wersja ta była wymagana do korzystania z terminologii występującej w językach czeskim, węgierskim i polskim, natomiast do używania terminologii rosyjskiej wymagana była rosyjska wersja systemu Windows 3.1. Podobnie, Microsoft wydał Windows 3.1J z obsługą języka japońskiego, który w ciągu pierwszego roku (1993) sprzedał się w Japonii w liczbie 1,46 miliona kopii.

### Modular Windows
Modular Windows powstał dla elektroniki użytkowej czasu rzeczywistego i został zaprojektowany do sterowania za pomocą telewizji. Była to specjalna wersja Windows 3.1, przystosowana do uruchamiania na Tandy Video Information System; pozwalała użytkownikom uruchamianie programów multimedialnych bez konieczności kupowania komputera. Zawierała również software development kit (SDK) dla programistów do tworzenia aplikacji, które pracowałyby z urządzeniami posiadającymi Modular Windows. SDK sprzedawane było za 99 dolarów. W 1994 roku wycofano Modular Windows.

### Windows 3.11
Wydany 8 listopada 1993 roku, Windows 3.11 zawierał poprawki problemów z siecią występujących w Windows 3.1. Będąc drobną aktualizacją, nie posiada nowych funkcji. Nie uruchamiał się na OS/2 for Windows. Windows 3.11 pozwalał użytkownikom na wzajemne połączenia celem udostępniania zasobów na ich komputerach. Microsoft zastąpił wszystkie wersje detaliczne i OEM Windows 3.1 na Windows 3.11 i oferował darmową aktualizację dla wszystkich posiadaczy Windows 3.1.

### Windows 3.2
Zaaktualizowana wersja Windows 3.1 w języku chińskim uproszczonym została wydana w listopadzie 1993 roku jako Windows 3.2. Aktualizacja została ograniczona do tej wersji językowej, ponieważ rozwiązywała wyłącznie problem dotyczący skomplikowanego systemu wprowadzania znaków z uproszczonego pisma chińskiego. W Windows 3.2 występuje edytor czcionek; używany jest do dodawania nowych znaków chińskich do już istniejących czcionek.

## Windows for Workgroups

Logo Windows for Workgroups

Windows for Workgroups służyło jako aktualizacja do Windows 3.1 i było pierwszą wersją Windows nadającą się do zintegrowanej obsługi sieci. Początkowo opracowywane jako dodatek do Windows 3.0, zostało później wydane w 1992 roku. Wprowadziło sterowniki i protokoły do obsługi sieci peer-to-peer. Windows for Workgroups oferowane było głównie dla firm.

### Windows for Workgroups 3.1
Pierwsza wersja Windows for Workgroups, 3.1, została wydana 27 października 1992 roku. Tworzona pod nazwami kodowymi „Winball” i „Sparta”, pozwala użytkownikom udostępniać pliki, używać serwerów wydruku oraz czatów; pliki mogły być dostępne z innych maszyn działających z systemami Windows lub DOS. Dodano również grę Kierki, podczas gdy Object Linking and Embedding, zaimplementowane w Windows 3.1, również było dołączone do wersji Windows for Workgroups. Wersja Workgroups wprowadzała także program Microsoft Mail – umożliwiający odbieranie oraz wysyłanie poczty elektronicznej – i Microsoft Schedule+, pełniący rolę terminarza.
System Windows for Workgroups mógł być uruchamiany z klienta OS/2 wykorzystującego Server Message Block (SMB), protokół do udostępniania plików i drukarek w sieciach lokalnych. Wprowadzał obsługę protokołu NetBEUI. Cena dla użytkowników Windows 3.1 wynosiła 69 dolarów.

### Windows for Workgroups 3.11
Inna wersja, Windows for Workgroups 3.11, została wydana 8 listopada 1993 roku. Opracowana pod nazwą kodową „Snowball”, wprowadzała 32-bitowy dostęp do danych, udostępnianie dysków i grupowe planowanie kalendarza. Posiada również wbudowaną funkcję faksu.
Otrzymała poprawki dotyczące sieci; dla test wydano pakiet Winsock, choć później został zastąpiony 32-bitowym dodatkiem (o nazwie kodowej „Wolverine”), który zapewniał obsługę protokołu TCP/IP w systemie Windows for Workgroups 3.11. Zwiększono łączność z sieciami NetWare, wprowadzono też obsługę kart Open Data-Link Interface oraz sterowniki Internetwork Packet Exchange. Usługa zdalnego dostępu (ang. Remote access service) pojawiła się jako produkt umożliwiający zdalny dostęp użytkownikom do systemów Windows NT i ich sieci Advanced Server.
Pracuje w trybie rozszerzonym 80386 oraz obsługuje przekierowniki sieciowe. Była sprzedawana w dwóch wersjach; kompletny zestaw kosztował 219 dolarów, natomiast „Workgroup Add-on for Windows” jedynie 69 dolarów.

## Wymagania sprzętowe
Oficjalne wymagania sprzętowe dla Windows 3.1 i kolejnych wersji zawierają:
|                         | Windows 3.1 | Modular Windows | Windows for Workgroups |
| ----------------------- | --- | --- | --- |
| CPU                     | 80286 dla trybu standardowego, 80386 dla trybu rozszerzonego                                                                            | procesor 80386 | procesor 386SX |
| RAM                     | 1 MB pamięci (640 KB konwencjonalnej)                                                                                                   | 4 MB | 3 MB pamięci (640 KB konwencjonalnej) |
| Urządzenie magazynujące | dysk twardy z co najmniej 6,5 MB wolnej przestrzeni (8 MB dla użytkowników trybu rozszerzonego) oraz co najmniej jedna stacja dyskietek | dysk twardy z co najmniej 30 MB wolnego miejsca                                                                                  | dysk twardy z co najmniej 8 MB wolnego miejsca (14 MB wymagane dla pełnej instalacji) oraz co najmniej jedna stacja dyskietek                                   |
| Karta graficzna         | karta graficzna VGA | karta graficzna VGA-NTSC | karta graficzna VGA |
| Sieć                    | opcjonalny sprzęt obejmujący modem Hayes, MultiTech, TrailBlazer lub inny zgodny jeżeli użytkownik planuje połączyć się z siecią        | opcjonalny sprzęt obejmujący modem Hayes, MultiTech, TrailBlazer lub inny zgodny jeżeli użytkownik planuje połączyć się z siecią | karta sieciowa ze sterownikiem Network Driver Interface Specification (NDIS), opcjonalnie sprzęt obejmujący modem Hayes, MultiTech, TrailBlazer lub inny zgodny |
| System operacyjny       | MS-DOS 3.1 | MS-DOS 3.22 i Windows 3.1 | MS-DOS 3.3 (komputery pełniące rolę serwerów wymagają MS-DOS 5.0 lub nowszego)                                                                                  |
| Mysz                    | Zaleca się urządzenie wskazujące zgodne ze standardem Microsoftu lecz nie jest ono wymagane                                             | Zaleca się urządzenie wskazujące zgodne ze standardem Microsoftu lecz nie jest ono wymagane                                      | Zaleca się urządzenie wskazujące zgodne ze standardem Microsoftu lecz nie jest ono wymagane                                                                     |

Aby móc używać drukarki lub uruchomić Windows w sieci, potrzebne jest dodatkowe 2,5 MB miejsca na dysku twardym. Ilość pamięci RAM zależna jest od uruchamianego oprogramowania; jeżeli użytkownik jest podłączony do sieci a sieć wymaga dużo pamięci, wtedy będzie potrzebne więcej RAM. Windows 3.1 posiada więcej sterowników drukarek niż jego poprzednik. Możliwe jest również połączenie z siecią w Windows 3.1 za pośrednictwem modemów Hayes, Multi-Tech czy Trail Blazer.

## Odbiór
Windows 3.1 uważany jest za bardziej stabilny i przyjazny multimediom względem swojego poprzednika, a jego interfejs użytkownika został odświeżony. Został przedstawiony jako ulepszenie i posiada więcej funkcji w porównaniu do konkurencyjnego IBM OS/2 2.0, wydanego na miesiąc przed Windows 3.1. InfoWorld oceniło środowisko operacyjne jako „bardzo dobre”. Windows for Workgroups przyjęto ciepło; doceniano techniczny design, z drugiej strony okazał się być „rozczarowaniem biznesowym” z powodu niskiej sprzedaży.
W odniesieniu do rynku, Windows 3.1 spotkał się z entuzjastycznym przyjęciem; jego cena detaliczna wynosiła 149 dolarów i w przeciągu pierwszych trzech miesięcy sprzedano ponad trzy miliony kopii. Rok wydania Windows 3.1 był pomyślny dla Microsoftu, który otrzymał miano „Najbardziej innowacyjnego przedsiębiorstwa działającego w Stanach Zjednoczonych” (ang. "Most Innovative Company Operating in the U.S.") nadane przez magazyn Fortune, natomiast Windows stał się najczęściej używanym środowiskiem operacyjnym o graficznym interfejsie użytkownika (GUI).
Microsoft zakończył wsparcie techniczne dla Windows 3.1 oraz test 31 grudnia 2001, choć wsparcie dla wersji test 3.11 dedykowanej dla systemów wbudowanych zostało zaniechane dopiero 1 listopada 2008 roku. Środowisko operacyjne zostało zastąpione przez Windows NT 3.1, wydanym w 1993 roku, oraz przez Windows 95 w 1995 roku.

### Kompatybilność z DR-DOS
Instalator wersji beta wykorzystywał porcję kodu, która sprawdzała czy był uruchomiony w licencjonowanym przez Microsoft systemie DOS lub innym DOS-ie, takim jak DR-DOS. Kod stał się znany pod nazwą kodu AARD (ang. AARD code) i Microsoft dezaktywował go przed finalnym wydaniem Windows 3.1, w ogóle nie usuwając go. Digital Research, ówczesny właściciel DR-DOS, w ciągu kilku tygodni wydał poprawkę pozwalającą instalatorowi kontynuację pracy. Dokumenty opublikowane podczas postępowania antymonopolowego United States v. Microsoft Corp. w 1999 roku ujawniły, że Microsoft skoncentrował się na DR-DOS. Po zakupie DR-DOS od firmy Novell, Caldera pozwała Microsoft o kod AARD; pozew zakończył się ugodą i Microsoft wypłacił 280 milionów dolarów.

### Dziedzictwo
System Windows 3.1 znalazł niszę rynkową jako system operacyjny wbudowany, po tym jak stał się przestarzały w świecie komputerów osobistych. W 2008 roku Virgin Atlantic oraz Qantas korzystały z niego w niektórych urządzeniach rozrywki pokładowej instalowanych w długodystansowych samolotach. System jest wciąż użytkowany jako wbudowany w niektóre kasy fiskalne. 13 lipca 2014 roku wersja 3.11 jądra Linuksa została oficjalnie nazwaną „Linux for Workgroups” jako gra słów nawiązująca do Windows for Workgroups 3.11.
W listopadzie 2015 roku awaria systemu Windows 3.1 na paryskim lotnisku Orly, odpowiedzialnego za dostarczanie pilotom informacji podczas mgły, doprowadziła do tymczasowej przerwy działania. Nie określono czy awaria była programowa lub sprzętowa, natomiast używany system operacyjny może sugerować awarię oprogramowania. W 2016 roku organizacja Internet Archive wydała Windows 3.1 jako symulowane środowisko w przeglądarce internetowej.
W styczniu 2024 roku niemieckie państwowe przedsiębiorstwo kolejowe Deutsche Bahn opublikowało ogłoszenie w sprawie zatrudnienia kandydata na stanowisko administratora systemów, „posiadającego wiedzę dotyczącą starych systemów operacyjnych”. Do głównych obowiązków na tym stanowisku miało należeć utrzymanie starego systemu oraz aktualizacje dla maszynistów. Potrzeba ciągłego użytkowania Windows 3.11 może odnosić się do automatycznego systemu kontroli pociągów SIBAS (niem. Siemens Bahn Automatisierungs System). Ogłoszenie zostało wycofane z powodu „niefortunnego doboru słownictwa”.